# Fernandel

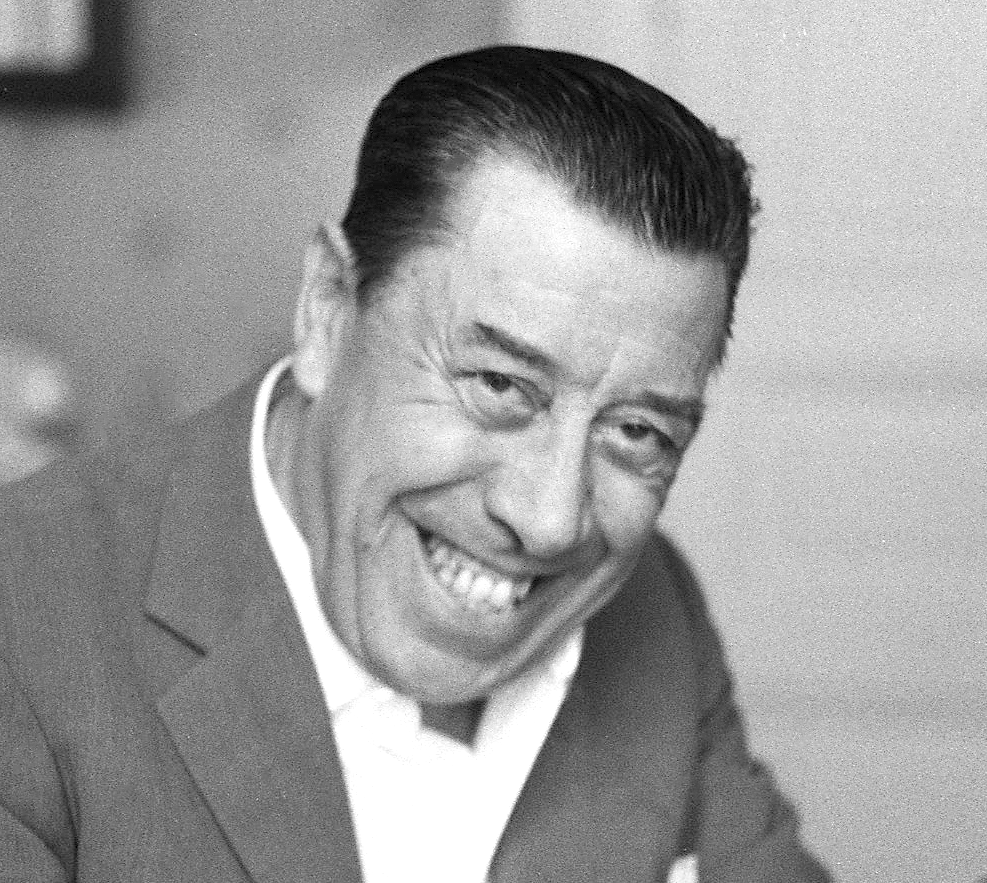
Fernandel während eines Interviews in Toulouse (1970)

Fernand Joseph Désiré Contandin (* 8. Mai 1903 in Marseille; † 26. Februar 1971 in Paris) war ein französischer Schauspieler und Sänger, der unter dem Künstlernamen Fernandel bekannt war. Bekanntheit erlangte er vor allem in seiner Rolle als Don Camillo in den Don-Camillo-und-Peppone-Filmen.

## Leben

### Herkunft
Beide Eltern traten als Entertainer in den Vaudeville-Musiktheatern der Jahrhundertwende auf, der Vater Denis Contandin unter dem Künstlernamen Sined. Contandin stand bereits im Kindesalter auf der Bühne. Als Jugendlicher hielt er sich mit Gelegenheitsarbeiten über Wasser, um später eine Lehre zum Bankkaufmann abzuschließen. Doch mit 21 Jahren kehrte er zu den Wurzeln seiner Familie zurück. Als Sänger trat er fortan in den Cafés seiner Heimatstadt auf. Zwei seiner drei Geschwister wählten ebenso die Künstlerlaufbahn, sein Bruder Francis unter dem Namen Fransined und der Bruder Marcel als Marcel Sined.
1925 heiratete Contandin Henriette Félicie Manse, mit der er drei Kinder hatte. Den Künstlernamen Fernandel kreierte die Schwiegermutter, indem sie ihn Fernand d’elle nannte (deutsch: „ihr Fernand“).

### Vom Sänger zum Film
1928 zog es Fernandel nach Paris, wo er schon bald in zahlreichen Revuen und Operetten mitwirkte. Zwei Jahre später debütierte er in einem Film von Marc Allégret. Seinen Durchbruch erzielte er 1932 mit Der Tugendjüngling der Madame Husson. In Frankreich war er während der 1940er Jahre einer der beliebtesten Film- und Bühnenschauspieler und Sänger. Er spielte in seinen 125 Filmen meist die Hauptrolle.
Im deutschsprachigen Raum ist er hauptsächlich durch fünf Don-Camillo-Filme bekannt, die nach den Büchern von Giovanni Guareschi gedreht wurden. Guareschi hatte eine Mitbestimmung bei der Verfilmung erwirkt und Fernandel ausgewählt. Für die Darstellung des Don Camillo wurde Fernandel von der Kritik hochgelobt und mit verschiedenen Auszeichnungen bedacht, darunter dem Nastro d’Argento.
Im 1954 gedrehten Le Mouton à cinq pattes, in dem er Fünflinge darstellt, die anlässlich eines Jubiläums zu ihrem Vater – den er auch darstellt – beordert werden, kommt ein kleiner Seitenhieb auf die Don-Camillo-Filme vor. Einer der Fünflinge ist ein Pfarrer, der von seiner Gemeinde aufgrund der Ähnlichkeit mit dem Don-Camillo-Darsteller mit groben Scherzen dazu gebracht wird, eine Gemeinde zu wählen, die weit weg von der Zivilisation ist.
Im 1966 gedrehten Film Geld oder Leben spielen er und Heinz Rühmann zwei Bankangestellte. Während Rühmann der überaus korrekte Oberbuchhalter ist, spielt Fernandel gewohnt schlitzohrig den Kassierer.

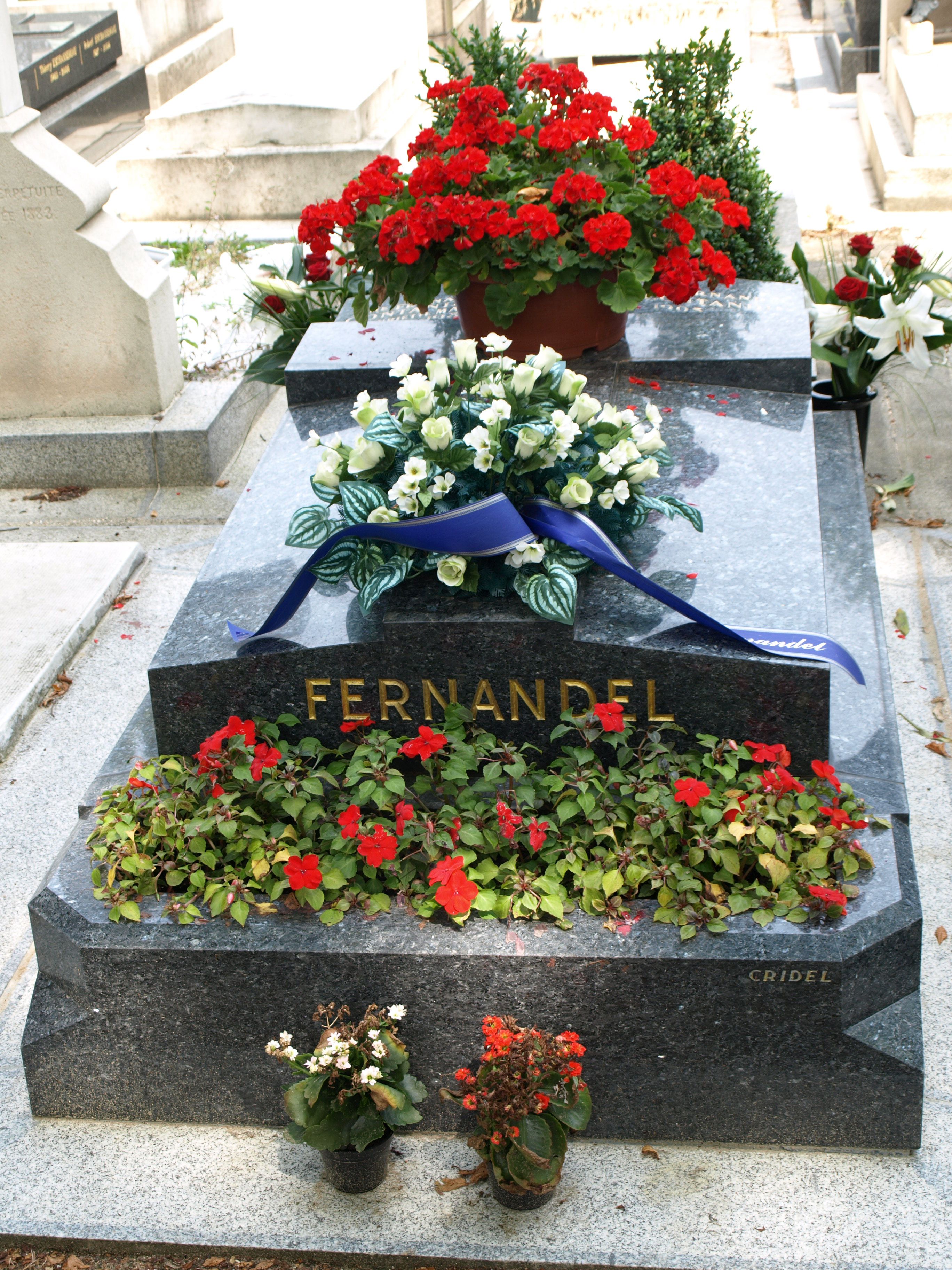
Fernandels Grab auf dem Cimetière de Passy in Paris, 2008

Nach den abgebrochenen Dreharbeiten zu einem sechsten Don-Camillo-Film starb Fernandel am späten Abend des 26. Februar 1971 in Paris an Lungenkrebs. Er wurde auf dem Cimetière de Passy in Paris begraben.

## Nachkommen
Aus der 1925 geschlossenen Ehe mit Henriette Félicie Manse gingen drei Kinder hervor:
- Josette (1926–2017)[2]
- Janine (1930–2020)
- Franck (1935–2011). Franck Fernandel, wie er sich nannte, war ein in Frankreich und Kanada bekannter Chansonkomponist, Sänger und Schauspieler.

Fernandels Enkel Vincent (* 1983), ein Sohn Francks, arbeitet als Schauspieler und Moderator in Paris.

## Filmografie
- 1932: La Terreur de la pampa
- 1932: Der Tugendjüngling der Madame Husson (Le Rosier de Madame Husson) – Regie: Dominique Bernard-Deschamps
- 1937: Spiel der Erinnerung
- 1937: François Premier – Regie: Christian-Jaque
- 1938: Le Schpountz
- 1938: Ernest le rebelle
- 1940: Herzdame (L’Héritier des Mondésir) – Regie: Albert Valentin
- 1940: Monsieur Hector – Regie: Maurice Cammage
- 1940: La Fille du puisatier – Regie: Marcel Pagnol
- 1941: L’Acrobate – Regie: Jean Boyer
- 1942: Simplet
- 1943: Adrien
- 1944: Un chapeau de paille d’Italie – Regie: Maurice Cammage
- 1945: Le Mystère Saint-Val – Regie: René Le Hénaff
- 1946: Freibeuter der Liebe (Pétrus)
- 1946: Les Gueux au paradis – Regie: René Le Hénaff
- 1947: Coeur de coq – Regie: Maurice Cloche
- 1948: Émile l’Africain – Regie: Robert Vernay
- 1948: L’armoire volante – Regie: Carlo Rim
- 1949: L’Héroïque Monsieur Boniface – Regie: Maurice Labro
- 1950: Botta e risposta – Regie: Mario Soldati
- 1950: Casimir – Regie: Richard Pottier
- 1950: Klagt mich an! (Meurtres) – Regie: Richard Pottier
- 1950: Der unfreiwillige Fallschirmjäger (Uniformes et grandes manœuvres)
- 1951: Topaze – Regie: Marcel Pagnol
- 1951: Tu m’as sauvé la vie – Regie: Sacha Guitry
- 1951: In gewissen Nächten (Boniface somnambule)
- 1951: Adhémar ou le jouet de la fatalité
- 1951: Der Totentisch (La Table aux crevés) – Regie: Henri Verneuil
- 1951: Die rote Herberge (L’Auberge Rouge)
- 1952: Der Damenfriseur (Coiffeur pour dames) – Regie: Jean Boyer
- 1952: Don Camillo und Peppone (Le Petit monde de Don Camillo)
- 1952: Verbotene Frucht (Le Fruit défendu) – Regie: Henri Verneuil
- 1953: Der Bäcker von Valorgue (Le Boulanger de Valorgue) – Regie: Henri Verneuil
- 1953: Don Camillos Rückkehr (Le Retour de Don Camillo)
- 1953: Meine Frau betrügt mich (Carnaval) – Regie: Henri Verneuil
- 1953: Staatsfeind Nr.1 (L’Ennemi Public No 1) – Regie: Henri Verneuil
- 1954: Der Hammel mit den fünf Beinen (Le Mouton à cinq pattes)
- 1954: Ali Baba (Ali Baba et les quarante voleurs)
- 1955: Die große Schlacht des Don Camillo (Don Camillo e l’onorevole Peppone)
- 1955: Le Printemps, l’Automne et l’Amour – Regie: Gilles Grangier
- 1956: Der Modekönig (Le Couturier de ces dames) – Regie: Jean Boyer
- 1956: Der große Verführer (Don Juan) – Regie: John Berry
- 1956: In 80 Tagen um die Welt (Around the World in Eighty Days)
- 1956: Vater wider Willen (Era di venerdì 17)
- 1957: Der Mann im Regenmantel (L’Homme à imperméable) – Regie: Bernard Blier
- 1957: Der Faulpelz (Le Chômeur de Clochemerle) – Regie: Jean Boyer
- 1957: Senechal ist der Größte (Senechal le Magnifique) – Regie: Jean Boyer
- 1958: Falsches Geld und echte Kurven (Paris Holiday) – Regie: Gerd Oswald
- 1958: Gesetz ist Gesetz (La legge è legge)
- 1958: Das Leben zu Zweit (La Vie à deux) – Regie: Clément Duhour
- 1959: Ferien für den Musterknaben (Le Grand chef) – Regie: Henri Verneuil
- 1959: Psicanalista per signora (Le Confident de ces dames) – Regie: Jean Boyer
- 1959: Ich und die Kuh (La Vache et le prisonnier)
- 1960: Crésus – Regie: Jean Giono
- 1960: Der Boß und sein Engel (Le Caïd) – Regie: Bernard Borderie
- 1960: Dynamit Jack (Dynamite Jack)
- 1961: Hochwürden Don Camillo (Don Camillo monsignore… ma non troppo)
- 1961: Das Jüngste Gericht findet nicht statt (Il giudizio universale)
- 1961: Marc Antoines zweites Leben (Cocagne)
- 1962: Der Mörder steht im Telefonbuch (L’assassin est dans l’annuaire)
- 1962: Der Teufel und die Zehn Gebote (Le Diable et les Dix commandements)
- 1962: Der Mann mit der Schärpe (En avant la musique) – Regie: Giorgio Bianchi
- 1963: Le Bon roi Dagobert – Regie: Pierre Chevalier
- 1963: Alles in Butter (La Cuisine au beurre) – Regie: Gilles Grangier
- 1964: Flegelalter (L'âge ingrat) – Regie: Gilles Grangier
- 1965: Genosse Don Camillo (Il compagno Don Camillo)
- 1966: Geld oder Leben (La Bourse et la vie)
- 1966: Die Reise des Vaters (Le Voyage du perè) – Regie: Denys de La Patellière
- 1970: Sein letzter Freund (Heureux qui comme Ulysse) – Regie: Henri Colpi
- 1970: Don Camillo e i giovani d’oggi [unvollendet]